# Mortes em julho de 2014
Mortes em 2014: ← Janeiro – Fevereiro – Março – Abril – Maio – Junho – Julho – Agosto – Setembro – Outubro – Novembro – Dezembro →
Esta é uma relação de pessoas notáveis que morreram durante o mês de julho de 2014, listando nome, nacionalidade, ocupação e ano de nascimento.

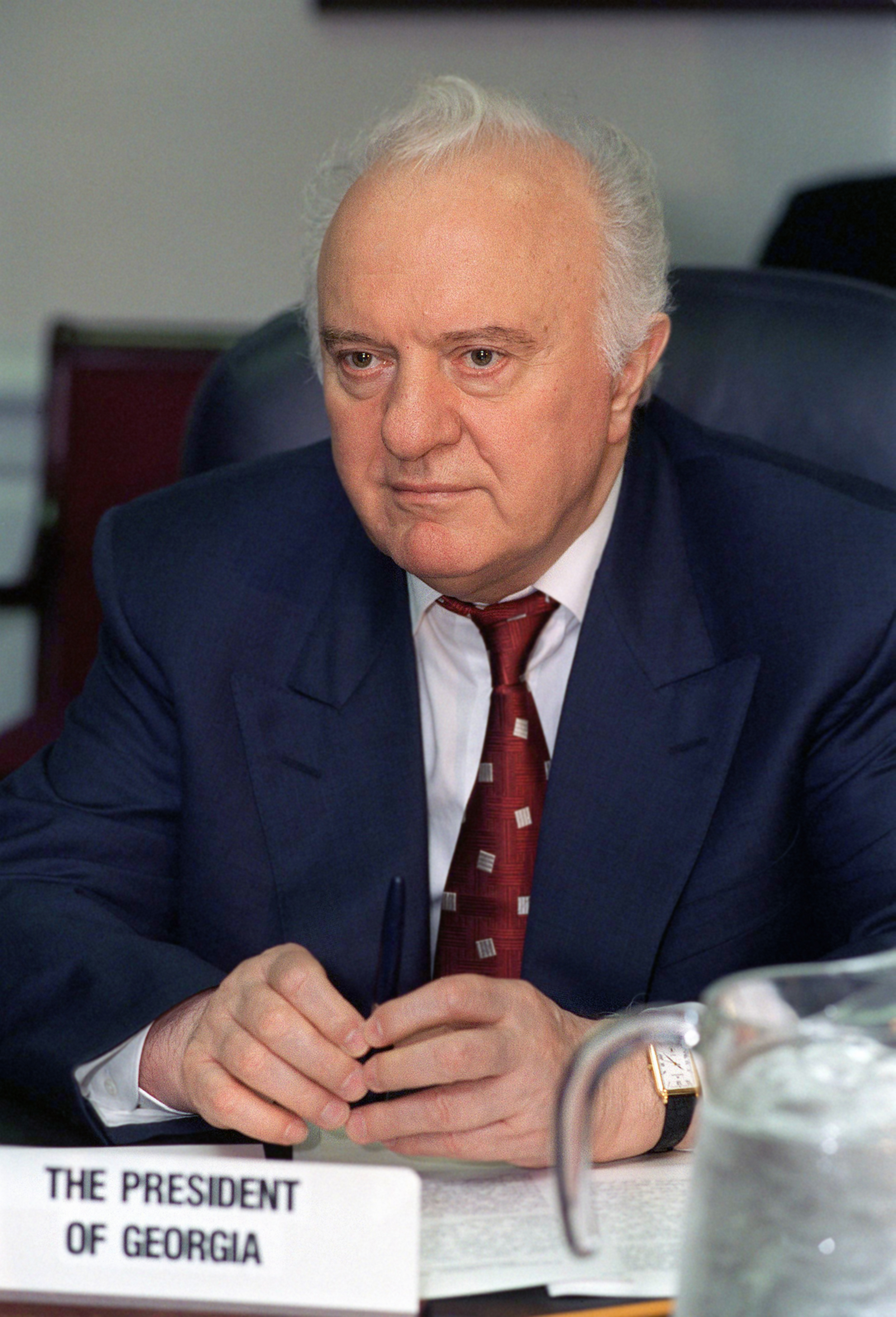
Eduard Shevardnadze, ex-presidente georgiano.

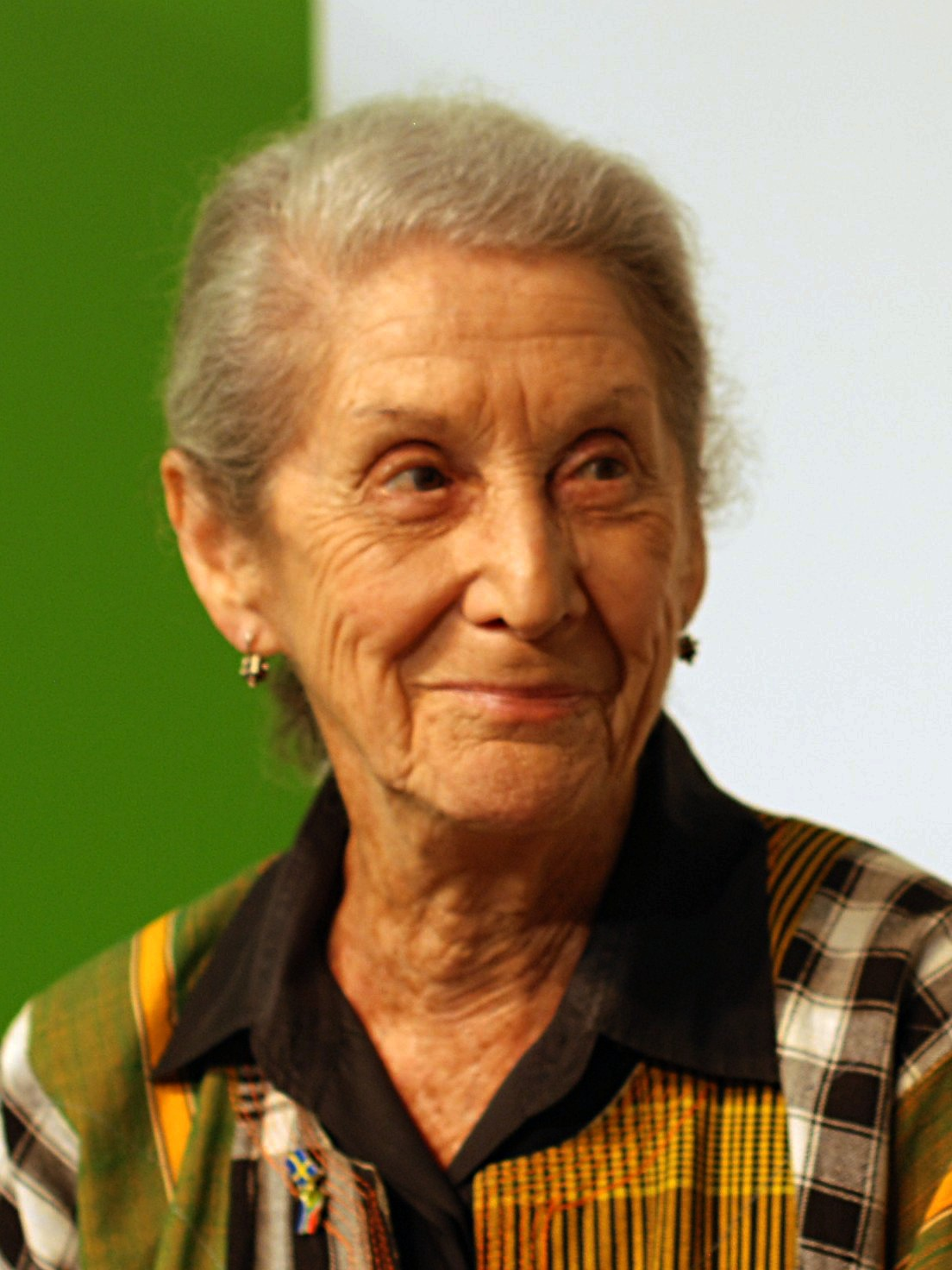
Nadine Gordimer, escritora sul-africana.

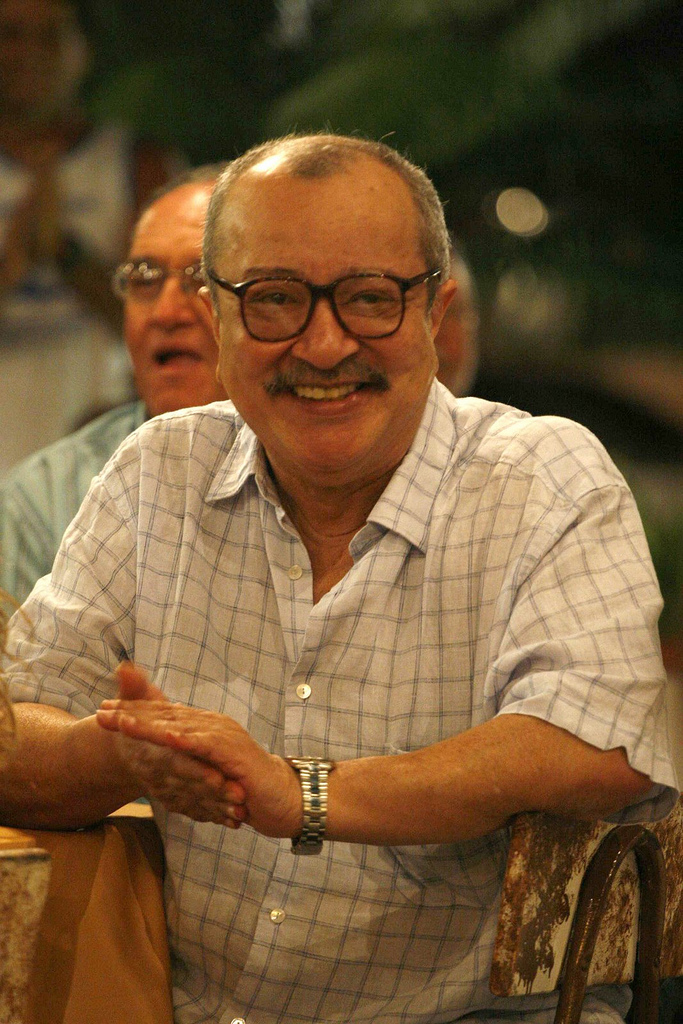
João Ubaldo Ribeiro, escritor brasileiro.

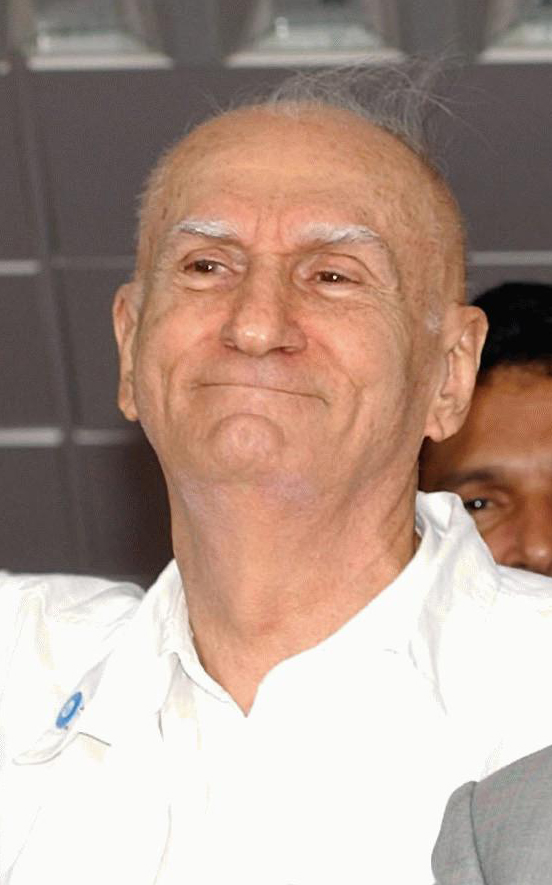
Ariano Suassuna, escritor brasileiro.

| Dia | Nome                      | Profissão ou motivo de reconhecimento                    | País de nascimento      | Ano de nasc. | Ref                  |
| --- | ------------------------- | -------------------------------------------------------- | ----------------------- | ------------ | -------------------- |
| 1   | Manoelita Lustosa         | Atriz                                                    | Brasil                  | 1942         | [ 1 ]                |
| 2   | Chad Brown                | Jogador de pôquer e ator                                 | Estados Unidos          | 1961         | [ 2 ]                |
| 2   | Louis Zamperini           | Atleta olímpico e Capitão do Exército dos Estados Unidos | Estados Unidos          | 1917         | [ 3 ]                |
| 2   | Manuel Cardona            | Físico                                                   | Espanha                 | 1934         | [ 4 ]                |
| 3   | Ivan Junqueira            | Poeta                                                    | Brasil                  | 1934         | [ 5 ]                |
| 3   | Júlio Cezar Barreiros     | Dublador                                                 | Brasil                  | 1952         | [ 6 ]                |
| 5   | Hans-Ulrich Wehler        | Historiador                                              | Alemanha                | 1934         | [ 7 ]                |
| 6   | Assis                     | Futebolista                                              | Brasil                  | 1952         | [ 8 ]                |
| 6   | Estanislau Amadeu Kreutz  | Bispo                                                    | Brasil                  | 1928         | [ 9 ]                |
| 7   | Eduard Shevardnadze       | Ex-presidente                                            | Geórgia                 | 1928         | [ 10 ] [ 11 ]        |
| 7   | Alfredo Di Stéfano        | Futebolista e treinador                                  | Argentina               | 1926         | [ 12 ]               |
| 8   | Plínio de Arruda Sampaio  | Advogado, intelectual e ativista político                | Brasil                  | 1930         | [ 13 ]               |
| 8   | Amália Max                | Trovadora                                                | Brasil                  | 1929         | [ 14 ]               |
| 11  | Charlie Haden             | Músico                                                   | Estados Unidos          | 1937         | [ 15 ]               |
| 11  | Osmar de Oliveira         | Médico e comentarista esportivo                          | Brasil                  | 1943         | [ 16 ]               |
| 11  | Tommy Ramone              | Produtor musical e baterista                             | Hungria/ Estados Unidos | 1949         | [ 17 ]               |
| 11  | John Seigenthaler         | Jornalista, escritor e político                          | Estados Unidos          | 1927         | [ 18 ]               |
| 12  | Red Klotz                 | Jogador de basquete                                      | Estados Unidos          | 1921         | [ 19 ]               |
| 13  | Lorin Maazel              | Maestro e diretor de orquestra                           | Estados Unidos          | 1930         | [ 20 ]               |
| 13  | Nadine Gordimer           | Escritora e ativista                                     | África do Sul           | 1923         | [ 21 ]               |
| 14  | Horacio Troche            | Futebolista e treinador                                  | Uruguai                 | 1935         | [ 22 ]               |
| 14  | Vange Leonel              | Cantora, escritora e ativista                            | Brasil                  | 1963         | [ 23 ]               |
| 14  | Alice Coachman            | Atleta                                                   | Estados Unidos          | 1923         | [ 24 ]               |
| 16  | Armando Marques           | Árbitro de futebol                                       | Brasil                  | 1930         | [ 25 ]               |
| 16  | Julio Abbadie             | Futebolista                                              | Uruguai                 | 1930         | [ 26 ]               |
| 17  | Johnny Winter             | Cantor e guitarrista de blues                            | Estados Unidos          | 1944         | [ 27 ]               |
| 17  | Elaine Stritch            | Atriz                                                    | Estados Unidos          | 1925         | [ 28 ]               |
| 18  | João Ubaldo Ribeiro       | Escritor                                                 | Brasil                  | 1941         | [ 29 ]               |
| 19  | Rubem Alves               | Escritor                                                 | Brasil                  | 1933         | [ 30 ]               |
| 19  | Skye McCole Bartusiak     | Atriz                                                    | Estados Unidos          | 1992         | [ 31 ] [ 32 ]        |
| 19  | Norberto Odebrecht        | Engenheiro e empresário                                  | Brasil                  | 1920         | [ 33 ]               |
| 19  | James Garner              | Ator                                                     | Estados Unidos          | 1928         | [ 34 ]               |
| 20  | Álex Angulo               | Ator                                                     | Espanha                 | 1953         | [ 35 ]               |
| 21  | Mário Pereira             | Jornalista e escritor                                    | Brasil                  | 1941         | [ 36 ]               |
| 22  | Robert Newhouse           | Jogador                                                  | Estados Unidos          | 1950         |                      |
| 23  | Ariano Suassuna           | Escritor                                                 | Brasil                  | 1927         | [ 37 ]               |
| 25  | Ronaldo Mourão            | Astrônomo                                                | Brasil                  | 1935         | [ 38 ]               |
| 25  | Wilhelm Solheim           | Antropólogo                                              | Estados Unidos          | 1924         | [ 39 ]               |
| 26  | Carlo Bergonzi            | Tenor                                                    | Itália                  | 1924         | [ 40 ] [ 41 ]        |
| 26  | Spiridon Mattar           | Bispo                                                    | Brasil                  | 1921         | [ 42 ]               |
| 27  | Francesco Marchisano      | Cardeal                                                  | Itália                  | 1929         | [ 43 ]               |
| 27  | Wallace Jones             | Basquetebolista                                          | Estados Unidos          | 1926         | [ 44 ]               |
| 28  | James Shigeta             | Ator e Cantor                                            | Estados Unidos          | 1929         | [ 45 ] [ 46 ] [ 47 ] |
| 29  | Sheik Umar Khan           | Virologista                                              | Serra Leoa              | 1975         | [ 48 ]               |
| 30  | Julio Grondona            | Dirigente esportivo                                      | Argentina               | 1931         | [ 49 ]               |
| 30  | Fausto Fanti              | Comediante e Músico                                      | Brasil                  | 1979         | [ 50 ]               |
| 31  | Franciszek Gąsienica Groń | Esquiador                                                | Polónia                 | 1931         |                      |